# Astragalus melanophrurius
Astragalus melanophrurius är en ärtväxtart som beskrevs av Pierre Edmond Boissier. Astragalus melanophrurius ingår i släktet vedlar, och familjen ärtväxter. Inga underarter finns listade i Catalogue of Life.